# آناسیونالیسم

پرچم آناسیونالیسم

آناسیونالیسم (اسپرانتو: sennaciismo) اصطلاحی است که از جامعه اسپرانتوزبانان سرچشمه می‌گیرد. این مفهوم را می‌توان با واژگان پادملی‌گرایی یا ملی‌ناگرایی نیز شناساند. این مرامی مجموعه‌ای از مفاهیم سیاسیِ جهان‌میهنی را بازمی‌تاباند که شامل برخی یا همه گرایش‌ها و ایده‌های زیر است:
- ضد ملی‌گرایی افراطی
- جهان‌گرایی
- تک‌جهان‌گرایی
- پذیرشِ روندِ تاریخی به سوی همگون‌سازی زبانی در مقیاس جهانی و حتی در برخی موارد کوشش برای تسریع این روند.
- ضرورت تعلیم و تربیت سیاسی و سازماندهی پرولتاریای جهانی مطابق با این عقاید.
- به‌کارگیریِ اسپرانتو به عنوان ابزاری برای چنین آموزش سیاسی.

هرچند این ایسم در «انجمن جهانی پادملی(Anational)» و توسط بنیانگذار آن یوژن لانتی ترویج شده‌است اما این سازمان، آناسیونالیسم را به عنوان ایدئولوژی رسمی‌اش مورد حمایت قرار نمی‌دهد.

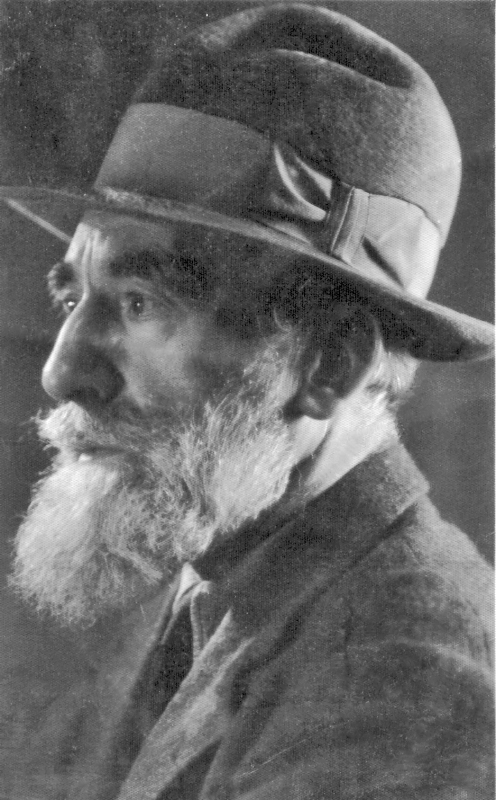
یوژن لانتی، از اسپرانتوگرایان اسپانیایی و مبلغان آناسیونالیسم در سال ۱۹۳۳